# Shoin-Stil

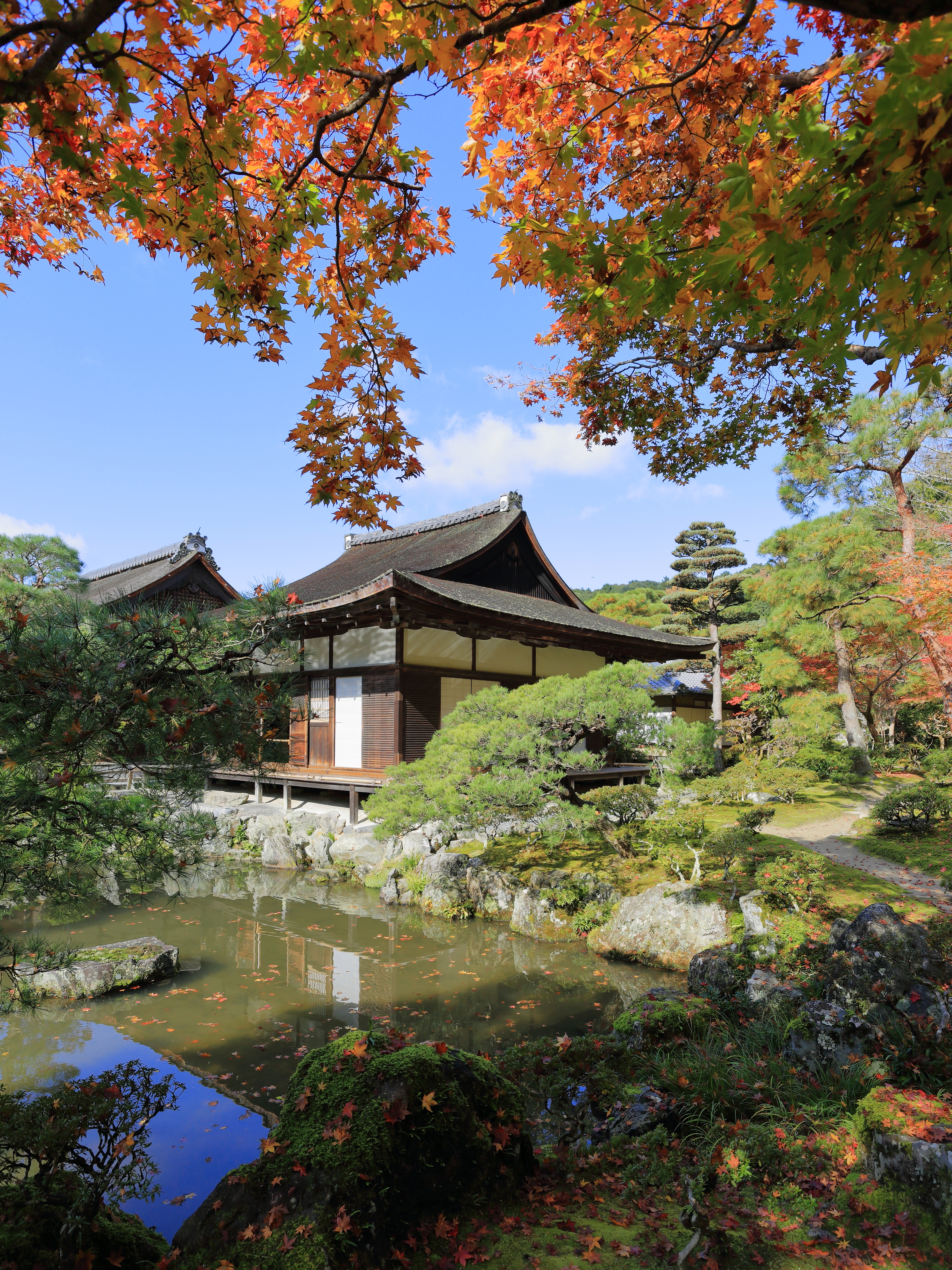
Ginkaku-ji in Kyoto, das älteste, noch erhaltene Shoin-Gebäude

Shoin-Stil (jap. 書院造り, shoin zukuri) ist ein Architektur-Stil im historischen Japan. Neben dem Shinden- und Sukiya-Stil ist er einer der drei bedeutenden Stile für Wohngebäude der vorindustriellen Zeit (vor 1868).
Shoin (書院) bedeutet „Studierzimmer“. Dieses bildet das zentrale und namensgebende Element dieses Architekturstils. Ähnlich wie beim Shinden- und Sukiya-Stil ordnen sich alle weiteren Räume um dieses Zimmer an.

## Einordnung
Mit dem Ende der Heian-Zeit im späten zwölften Jahrhundert entwickelte sich das prosperierende Japan hin zu einem feudalen System mit starker militärischer Veranlagung.
Dieser Umbruch führte auch zu einem Wandel des Lebensstils des japanischen Adels. Schlichtheit und Zurückhaltung wurden zu zentralen architektonischen Elementen. Die Bedeutung der Natur gewann zusehends. Verstärkt wurde dies durch das Aufkommen des Zen-Buddhismus.
Letztendlich führte diese Entwicklung zu einer Aufweichung des etablierten Shinden-Stils und der Formation seiner Nachfolge, dem Shoin-Stil, welcher sich nun während der Muromachi-Zeit (1338–1573) voll entfaltete. Die spätere, logische Weiterentwicklung des Shoin-Stils ist der Sukiya-Stil.

## StudierzimmerShoin
Das Studierzimmer (Shoin) ist das zentrale Element eines Gebäudes dieser Epoche. Es wird geprägt durch einen flachen Schreibtisch (tsukeshoin). Nimmt man an ihm Platz sitzt man üblicherweise auf dem Fußboden und blickt in den Garten oder eine Veranda. Zusätzliche, essentielle, Bestandteile des Studierzimmers sind der Erker (Tokonoma), verschiedene Regale (Chigaidana) sowie die dekorierten Türen (Chodaigamae). Hinzu kommen Tatami-Matten und Schiebeelemente zur Raumtrennung (Shoji oder Fusuma).

## Struktur

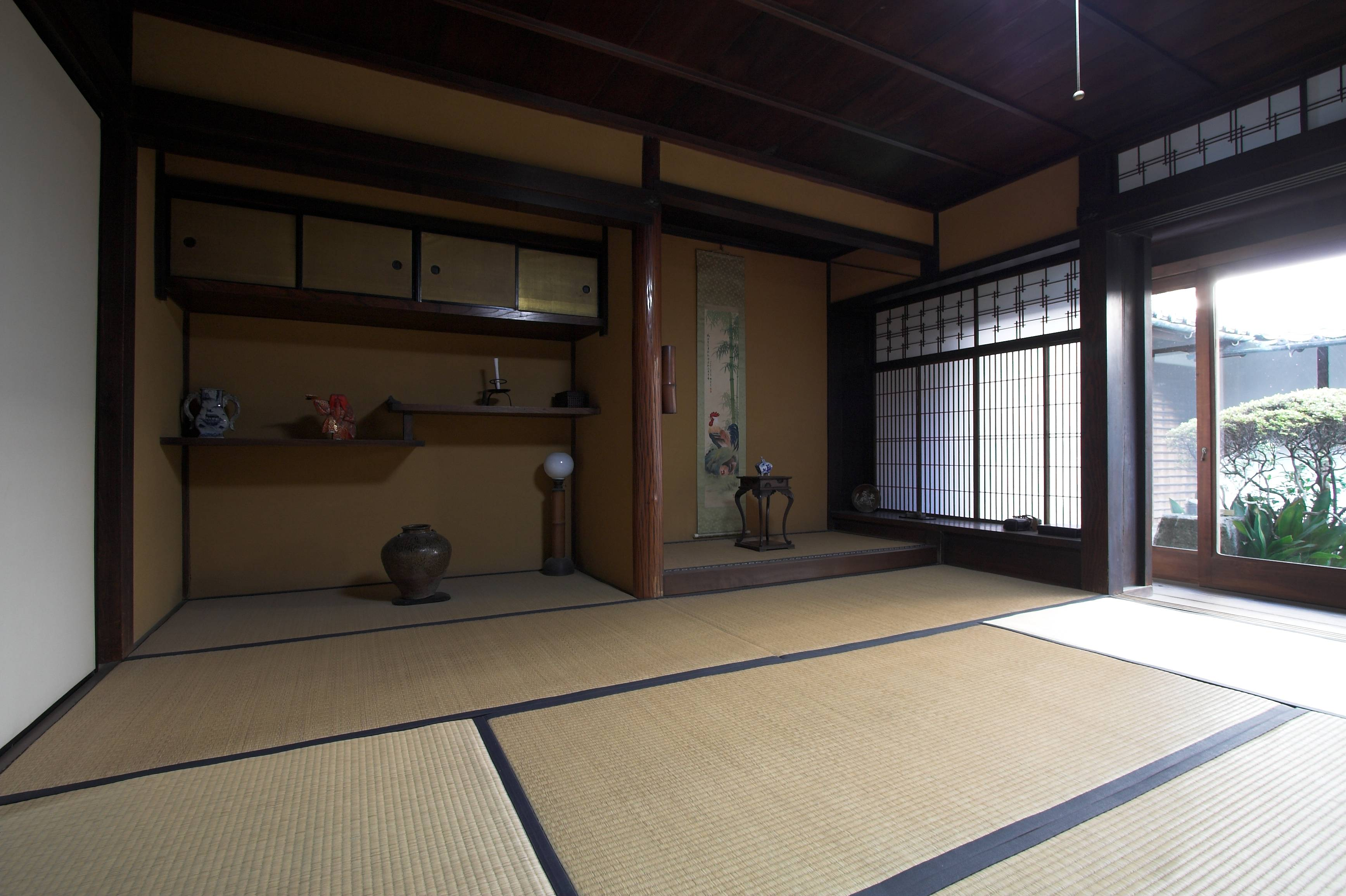
Studierzimmer mit Tokonoma und Chigaidana

Ein Gebäude des Shoin-Stils enthält nach wie vor Elemente des frühen chinesischen Buddhismus, wie zum Beispiel einen nach Süden gerichteten Haupteingang oder einen gekiesten Vorplatz, welcher an allen vier Seiten mit Mauern umgeben ist. Zwischenzeitlich (im Shinden-Stil) wurden diese Plätze als aufwändig angelegte Gärten ausgestaltet. Der Shoin-Stil bringt nun die klassischen, weniger prunkvollen, Eingangskonzepte zurück, stellt die aufwendigen Gärten weniger zur Schau und verlegt sie in private Bereiche hinter oder neben dem Gebäude.
Trotz der Rückkehr zu zahlreichen Stilelementen der frühen chinesischen Tempel grenzen sich die Shoin-Gebäude sehr stark von ihnen ab, vor allem aufgrund der strengen Schlichtheit und Formalität. So wurden zum Beispiel die typisch geschwungenen und mehrstufigen Dächer in schlichte geradlinige Formen transformiert. Die starke Struktur des Grundrisses wurde ebenfalls aufgebrochen. Shoin-Gebäude besitzen nun keine strenge Nord-Süd-Achse mehr. Kleinere Gebäudeteile sind nun auch nicht mehr mit überdachten Korridoren verbunden, sondern berühren sich nun an den Raumecken, was zu einem sehr lockeren Grundriss führt.
Die Privaträume sind zwar weiterhin großzügig geplant, besitzen aber deutlich weniger Ornamentik. Dafür wird nun die Beziehung zur Umgebung gestärkt. Der lockere Zick-Zack-Grundriss ermöglicht vielseitige Blickbeziehungen und Raumgefüge und ermöglicht atmosphärische Einbeziehungen von kleinen Gärten und Teichen.
Der Aspekt der Landschaft wurde stets weiterentwickelt und mündete in den anschließenden Sukiya-Stil.

## Beispiele
- Ginkaku-ji in Kyoto, das älteste noch erhaltene Shoin-Gebäude